# 里斯特卡爾瓦內冰原島峰
71°41′S 10°36′E / 71.683°S 10.600°E
里斯特卡爾瓦內冰原島峰（德語：Ristkalvane），是南極洲的冰原島峰，位於毛德皇后地的阿斯特里德公主海岸，屬於奧爾萬山脈中謝爾巴科夫山脈的一部分，由德國探險隊發現和拍攝照片，現時由南極條約體系管理。